# Tiina Lillak
Ilse Kristiina »Tiina« Lillak, finska atletinja, * 15. april 1961, Helsinki, Finska.
Nastopila je na poletnih olimpijskih igrah v letih 1980, 1984 in 1988, leta 1984 je osvojila naslov olimpijske podprvakinje v metu kopja. Na svetovnih prvenstvih je leta 1983 postala prva svetovna prvakinja v tej disciplini. Dvakrat je postavila svetovni rekord v metu kopja v letih 1982 in 1983. Prvi z 72,40 m je veljal tri mesece, drugi z 74,76 m pa dve leti. 